# Museum Ons' Lieve Heer op Solder
Museum Ons' Lieve Heer op Solder (ook bekend als Museum Amstelkring) is een voormalige schuilkerk, gelegen in de binnenstad van Amsterdam, op de hoek van de Oudezijds Voorburgwal en de Heintje Hoekssteeg. Het pand staat in de 'Top 100 van de Rijksdienst voor de Monumentenzorg' uit 1990. De voormalige schuilkerk fungeert als museum en wordt (opnieuw) gebruikt voor de rooms-katholieke eredienst. Er worden huwelijken ingezegend en elke kerstnacht zijn er twee nachtmissen. Iedere eerste zondag van de maanden oktober tot en met april vindt een heilige mis plaats, opgeluisterd met zang en orgelspel.
Het museum is na het Rijksmuseum het oudste museum van Amsterdam en wordt jaarlijks door circa 100.000 personen bezocht. Vroeger moesten bezoekers schoenbescherming dragen om het museum te bezoeken, maar deze regel is sinds de verbouwing in 2015 komen te vervallen.

## Gebouw
Deze kerk is ontstaan in de tijd na de Reformatie, toen katholieken geen openbare Heilige Missen meer mochten houden. Evenals vroeger de nabijgelegen Oude Kerk was deze schuilkerk aan Sint Nicolaas gewijd, maar stond bekend onder de namen Het Haantje en Het Hert. De naam Ons' Lieve Heer op Solder dateert uit de 19e eeuw. De schuilkerk heeft meer dan twee eeuwen dienstgedaan totdat de grote nieuwe Sint-Nicolaaskerk tegenover het Centraal Station hem verving. In 1888 is de kerk toen als museum ingericht.
Oudezijds Voorburgwal 40 lijkt een gewoon grachtenhuis. Het is een vier ramen breed woonhuis met een stoep en een gedeeltelijk houten onderpui met puibalk. Aan de puibalk kunnen we zien dat het pand 17e-eeuws is; het dateert uit ±1630. De topgevel is in de 18e eeuw versoberd van een classicistische halsgevel in een tuitgevel. Bijzonder is dat zich aan de voorgevel geen hijsbalk bevindt. Aan de zijgevel, in de Heintje Hoeksteeg, vinden we een hijsinstallatie die vaak bij pakhuizen wordt toegepast: een windkast. In de steeg valt op hoe diep het pand is.

## Geschiedenis

### 1661 - Inrichting als schuilkerk
Het huis werd in 1661 gekocht door kousenkoopman Jan Hartman. Hij liet het verbouwen en uit deze periode dateert het fraaie interieur. Het pand staat in de eerste plaats bekend om zijn zolderkerk, gebouwd over de volle diepte van de zolders van het huis aan de Oudezijds Voorburgwal en het daarachter gelegen huisje in de Heintje Hoeksteeg. In de zolder van het woonhuis is een rooms-katholieke kerk gebouwd. De kerkgangers kwamen binnen via een ingang aan het naast het pand gelegen steegje.
In de 18e eeuw was de schuilkerk al te klein. Ludovicus Josephus Reyniers, de pastoor van schuilkerk 'Het Hert', kocht daarom op 16 juni 1725 het pand Vredenburgh, aan de overkant van de Oudezijds Voorburgwal, met het doel het te slopen en daar een nieuwe, grotere schuilkerk te vestigen. Een paar dagen vóór de aankoop kreeg het bestuur van de Hervormde Kerk lucht van de transactie. Men lichtte de vroedschap in. Deze stak op 21 juni 1725 een stokje voor de plannen.

### Museum
In de 19e eeuw verloren de schuilkerken hun functie. In 1888 werd de schuilkerk onderdeel van een museum. Ruim 80 jaar later in 1969 werd de kerk grondig gerenoveerd.
Het museum begon in 2013 met de verbouwing van het buurpand, waarbij een ondergrondse passage werd aangelegd die de huizen met elkaar verbindt en meer ruimte (o.a. een winkel en een museumcafé) is gerealiseerd voor de ontvangst van bezoekers. De verbouwing werd in 2015 afgerond en de heropening werd bijgewoond door Koningin Maxima. Tijdens de verbouwing werden eeuwenoude vondsten opgegraven.
Op 5 augustus 2020 maakte het museum op hun website bekend dat het voortbestaan van Ons' Lieve Heer op Solder in gevaar is. Ondanks een positieve beoordeling kan het Amsterdams Fonds voor de Kunst (AFK) de aangevraagde vierjarige subsidie, een bedrag van €695.344 per jaar, wegens geldgebrek niet uitkeren. Daarnaast liep de kaartverkoop door de coronacrisis met zestig procent terug. Op 1 januari 2021 zou de subsidie van het AFK komen te vervallen omdat de subsidieaanvraag in mindere mate aansloot bij de opgestelde criteria van het AFK, maar op 25 augustus 2020 werd bekendgemaakt dat de gemeente Amsterdam extra geld beschikbaar stelt voor het behoud van het museum.

## Afbeeldingen

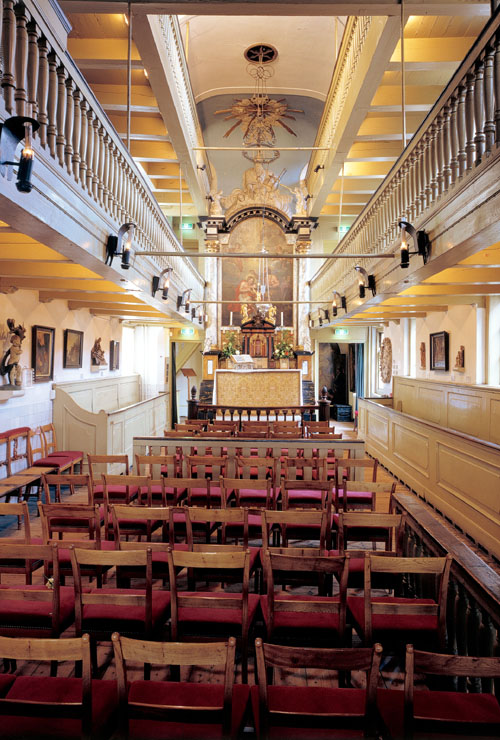
Grote zaal van de zolderkerk voor 2014.
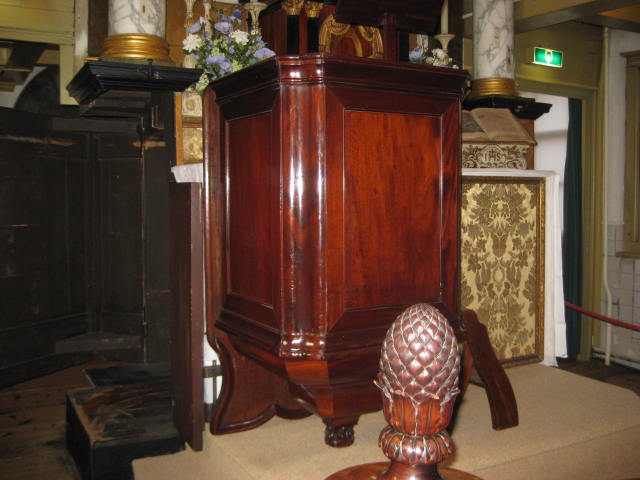
De preekstoel die normaliter verborgen is in het altaar
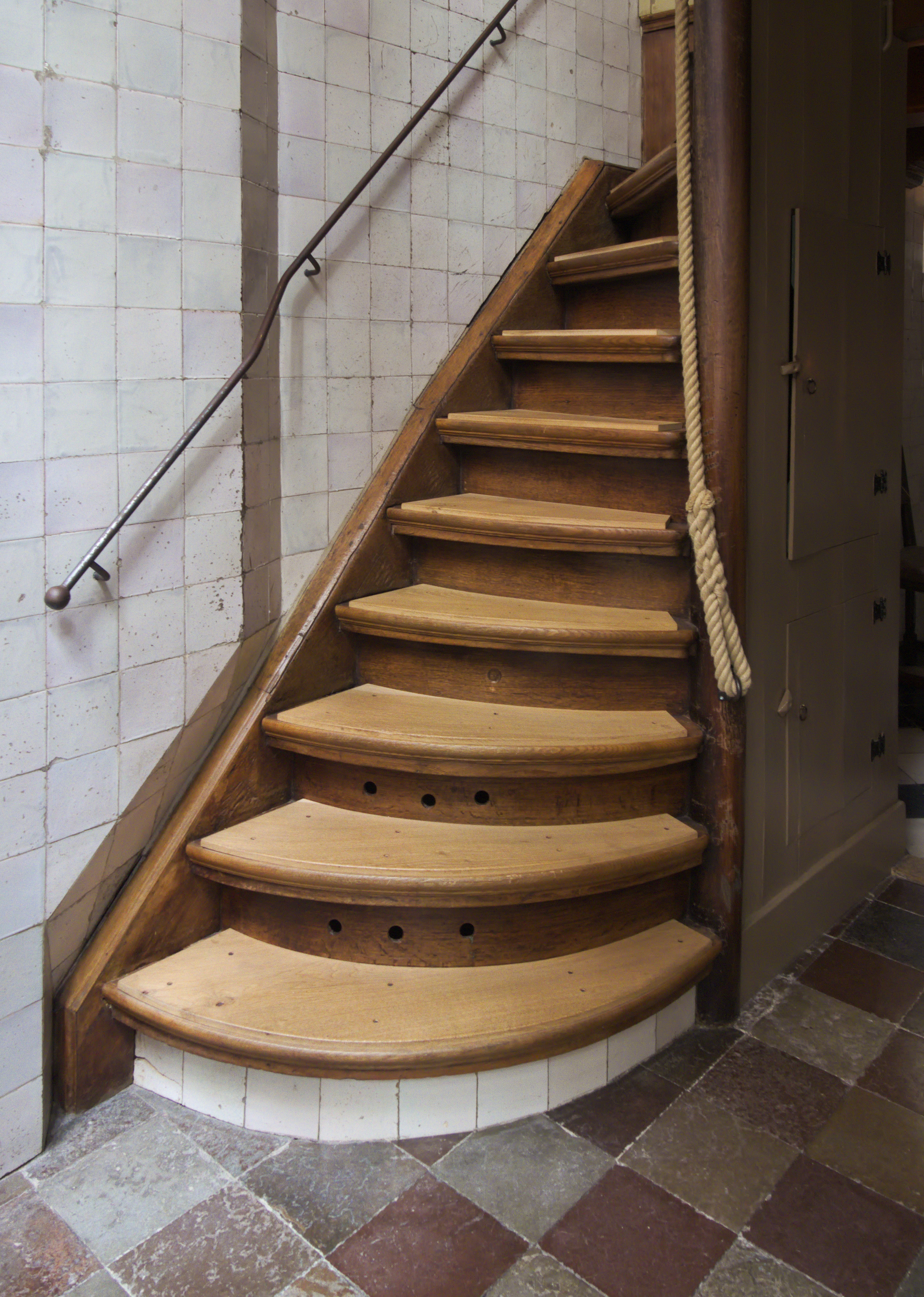
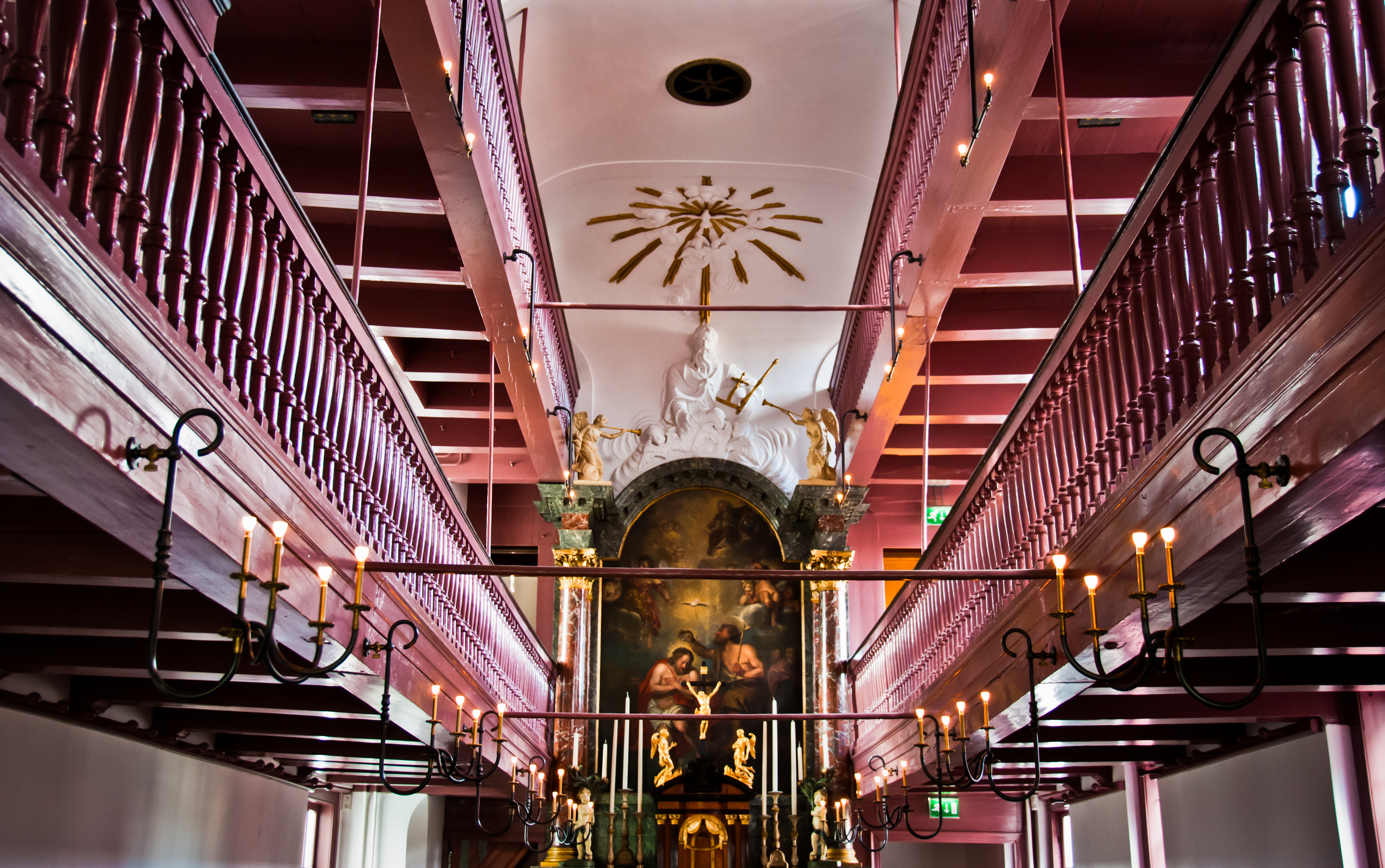
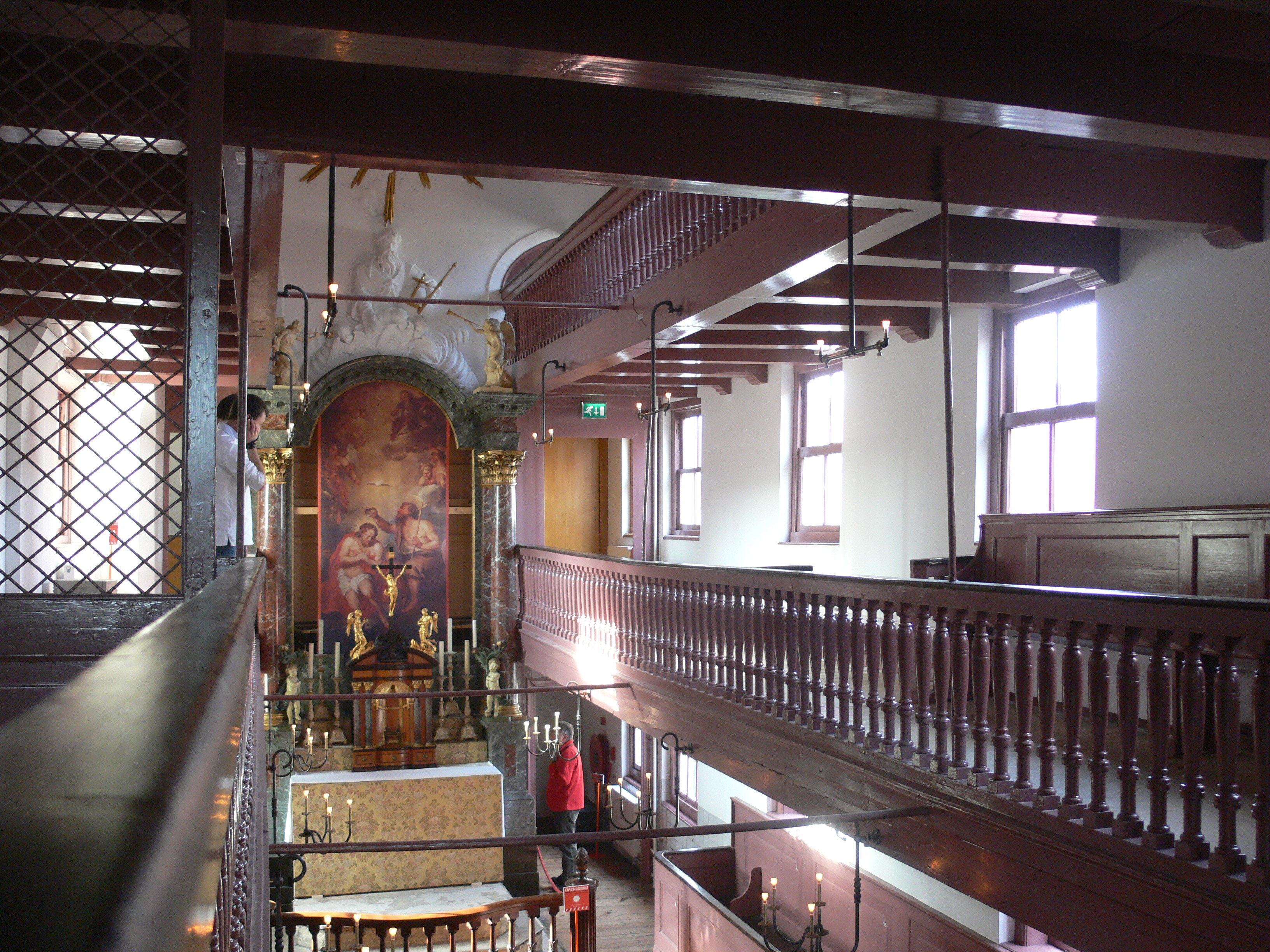
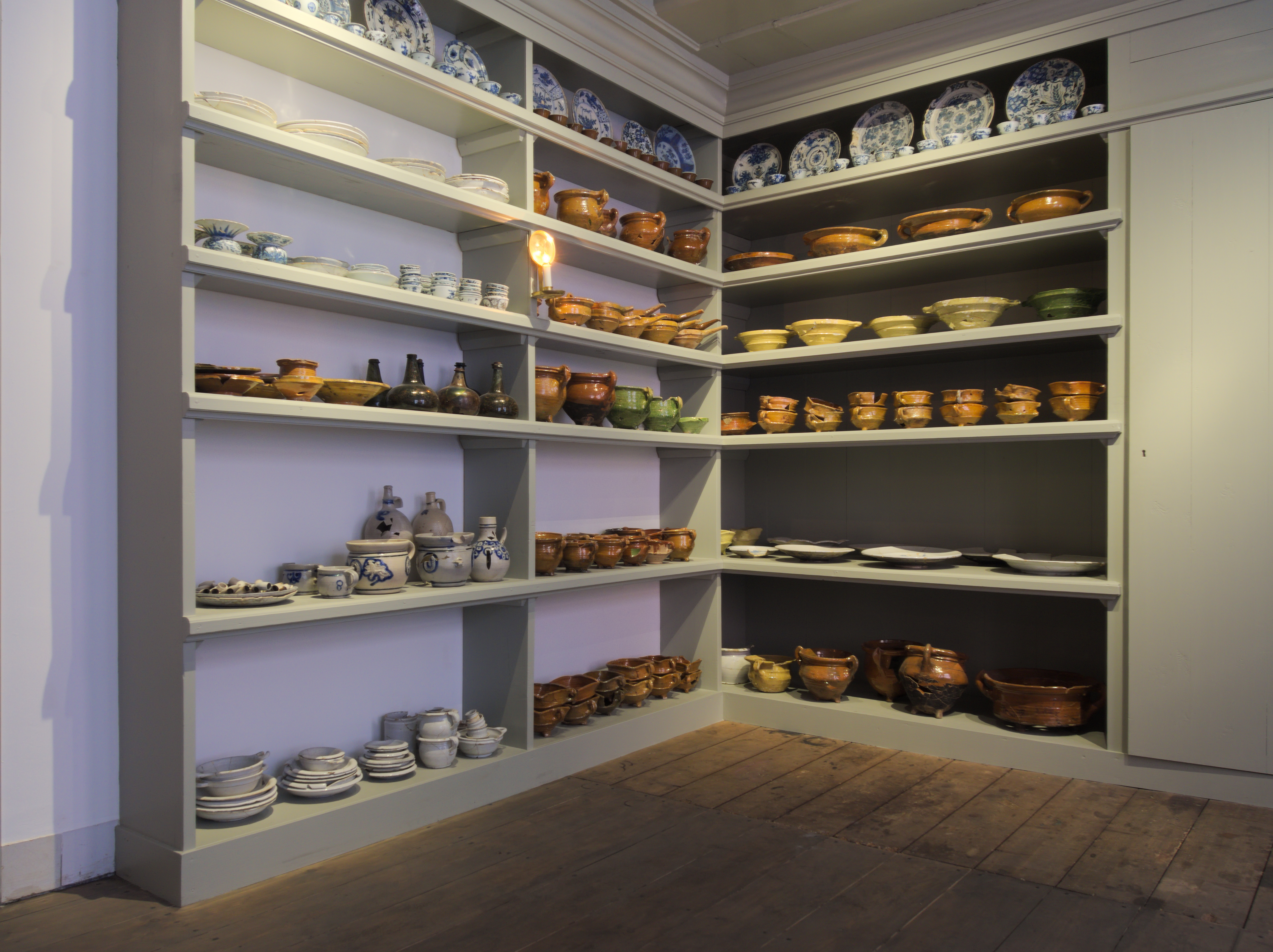
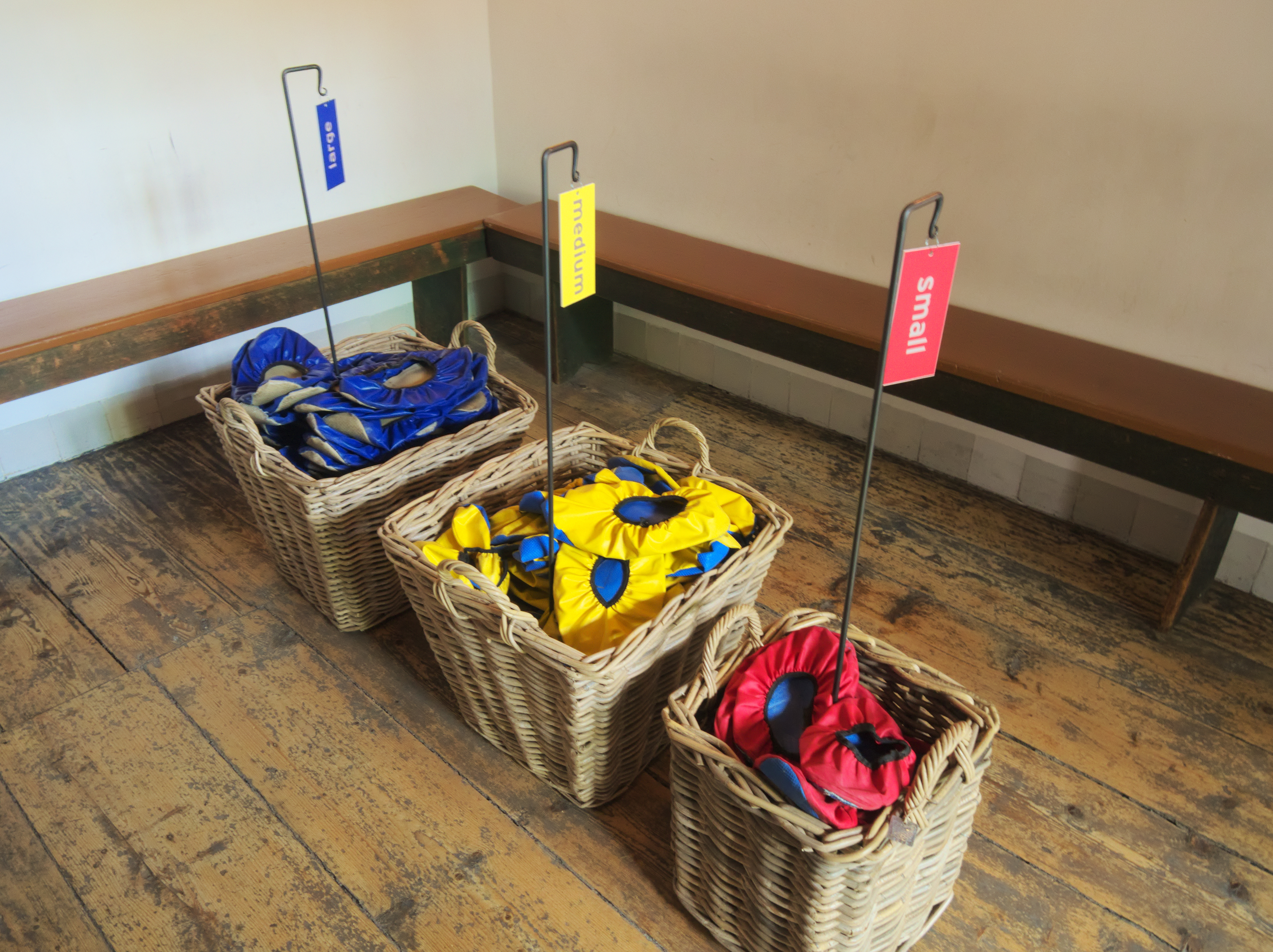
Schoenbeschermers voor bezoekers.
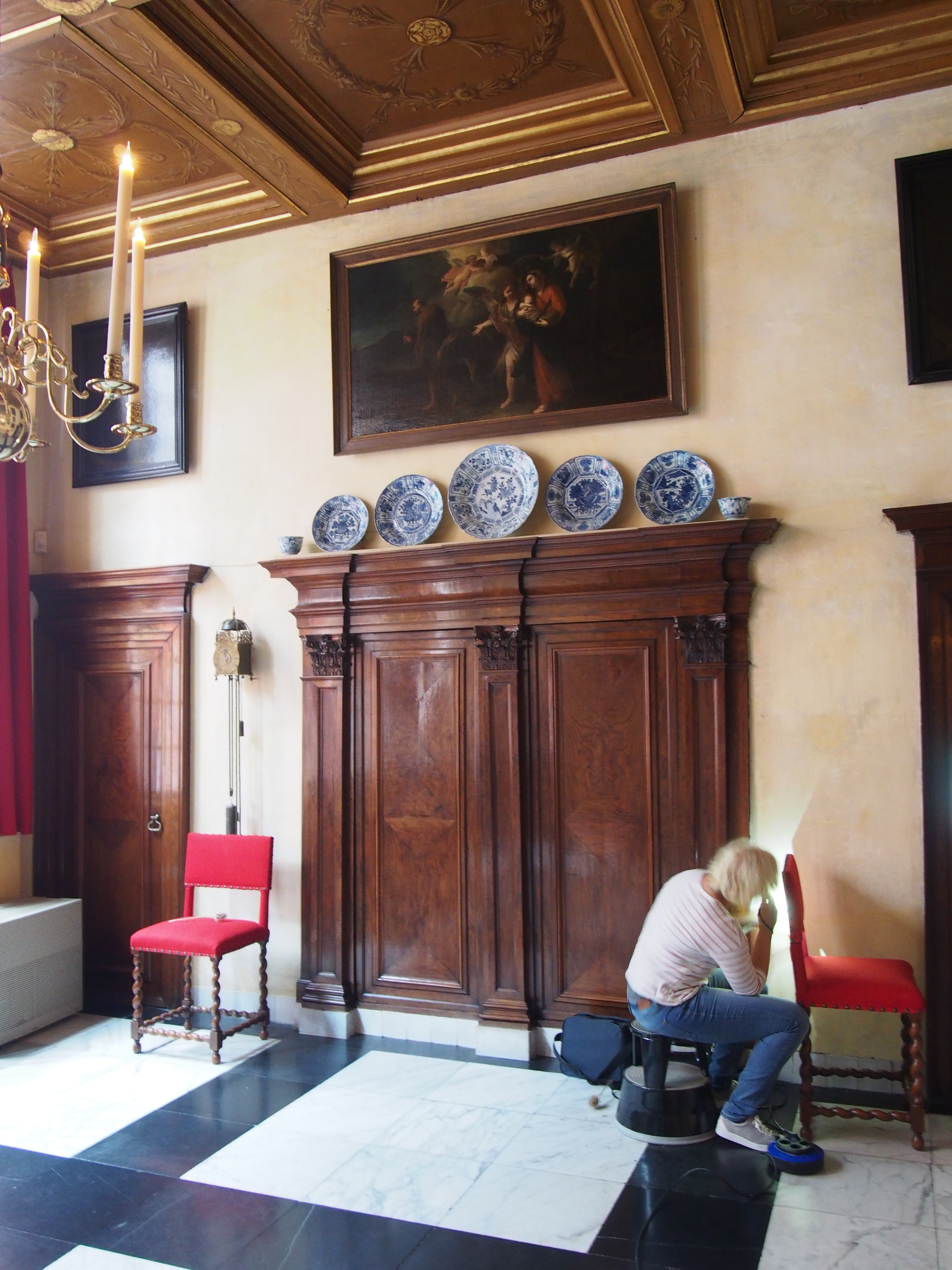
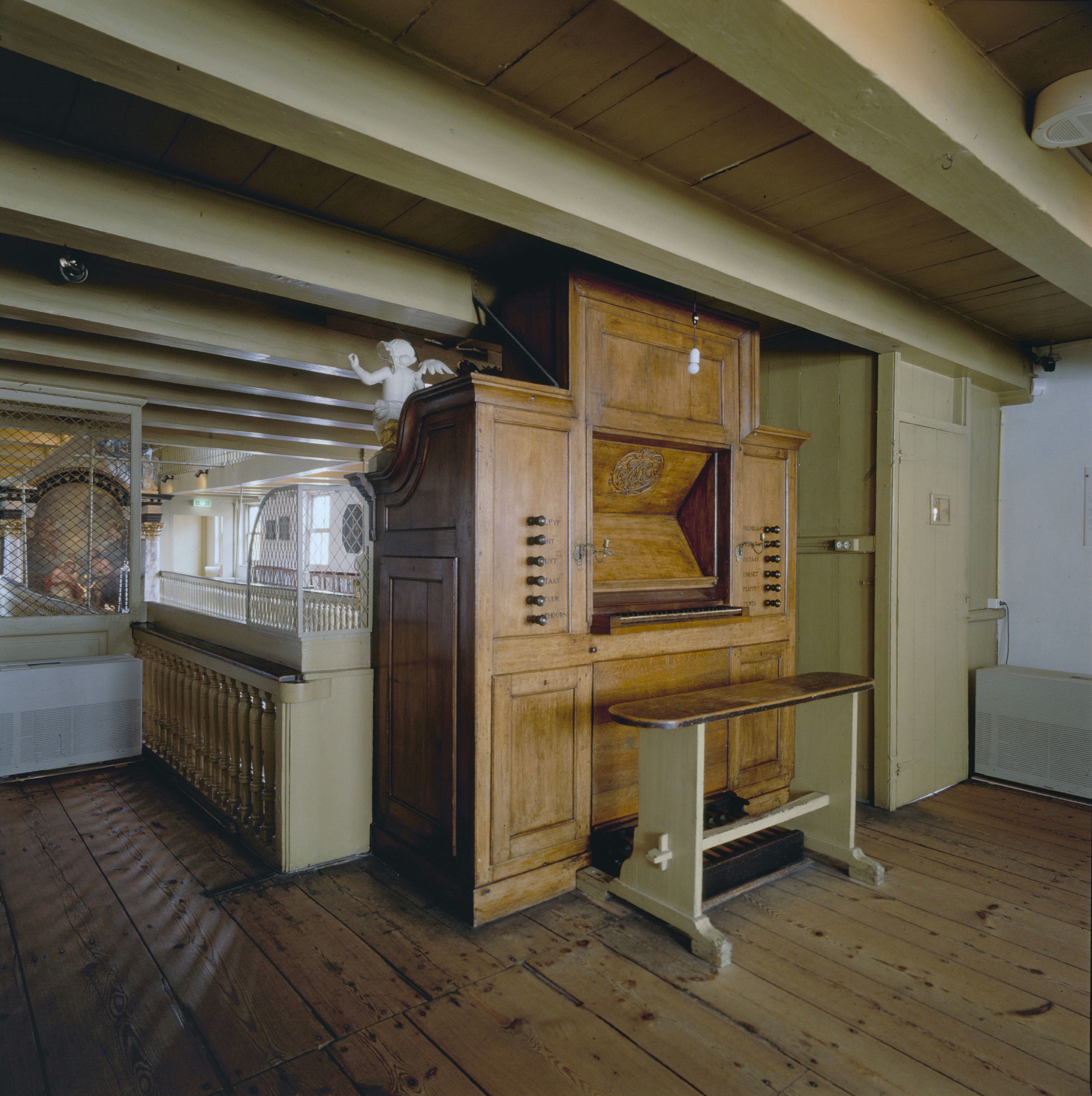
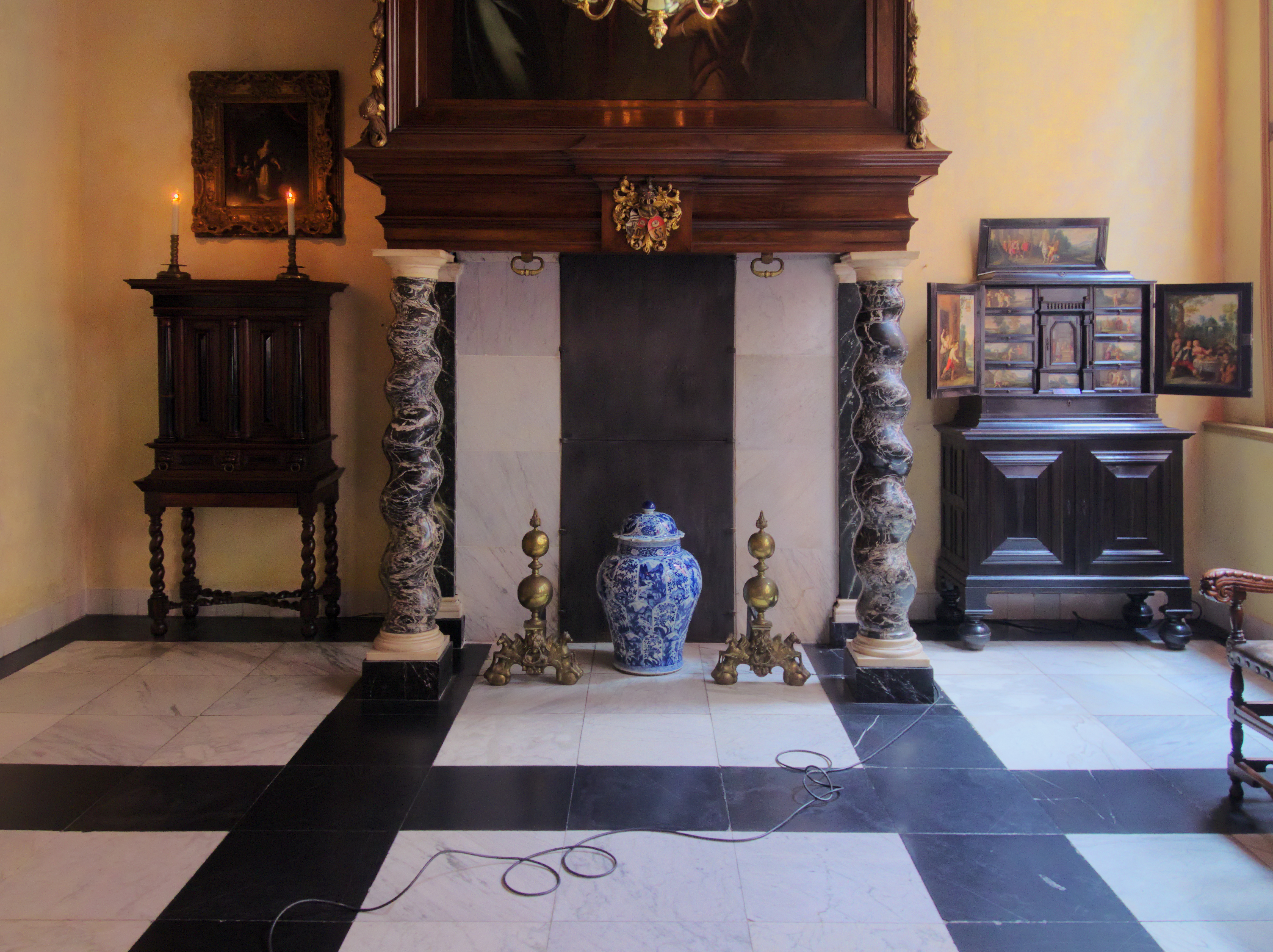
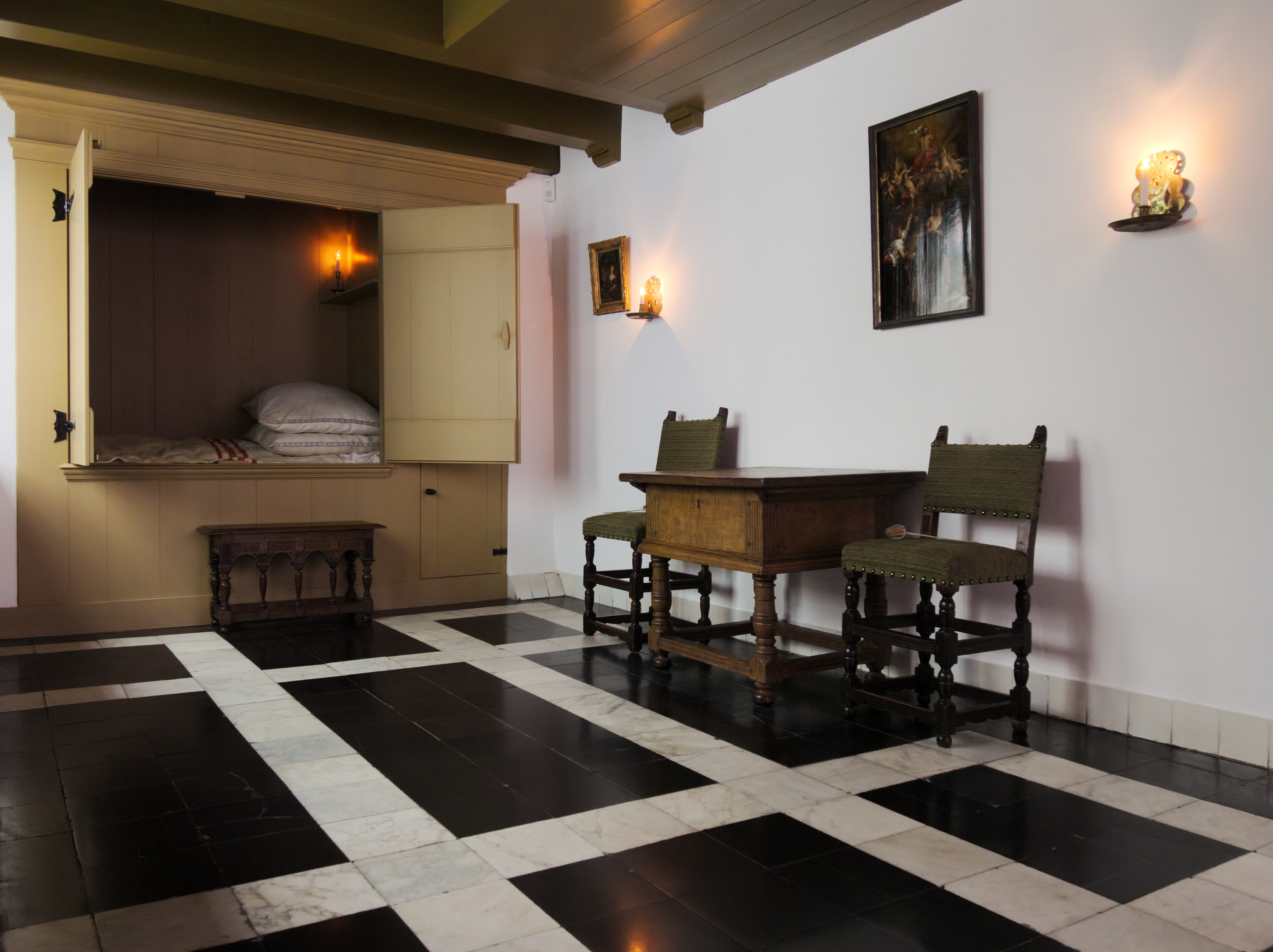
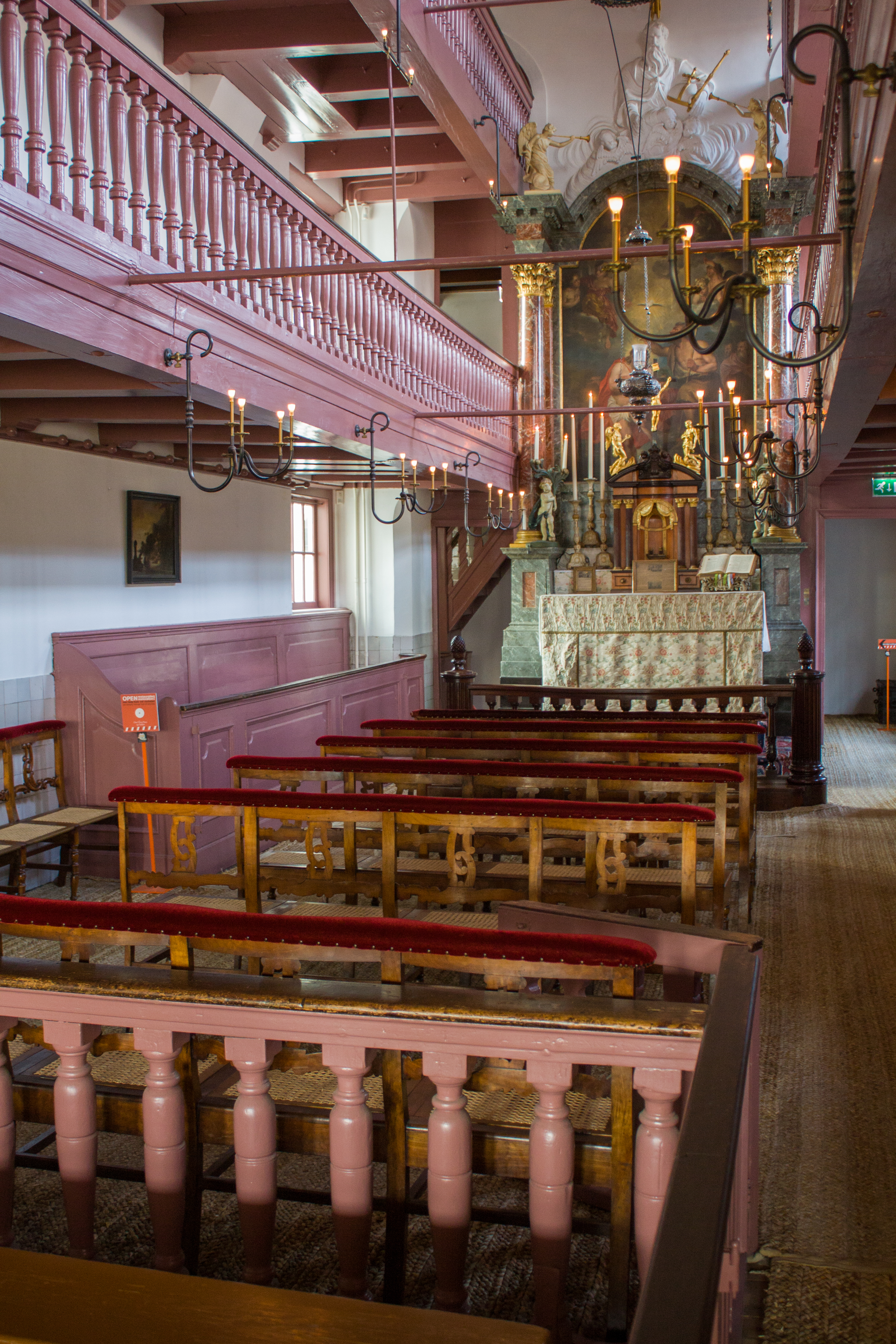